# Berthold Hörbelt

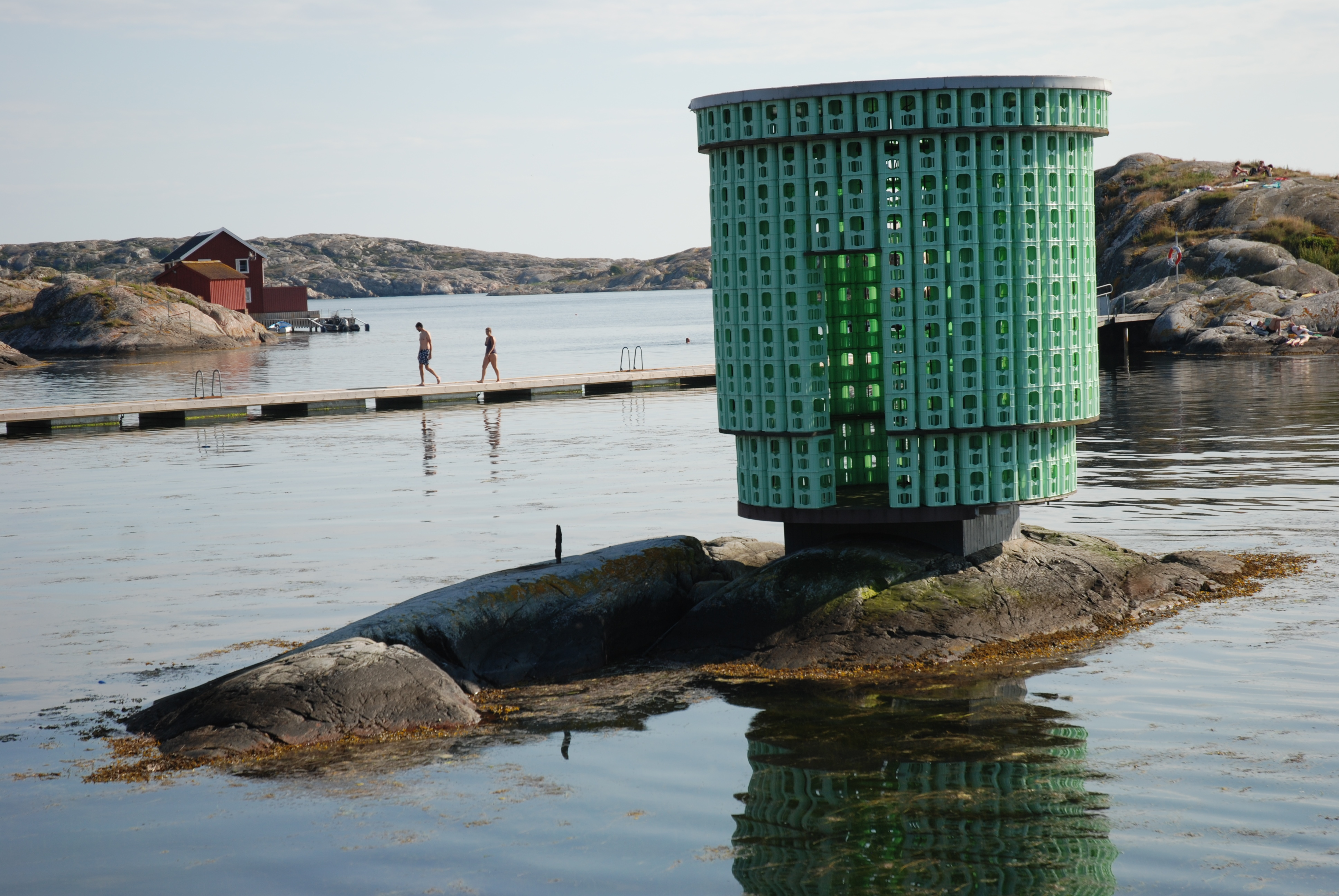
Projekt Fyren av Winter/Hoerbelt utanför Nordiska akvarellmuseet

Berthold Hörbelt, född 1958 i Coesfeld i Tyskland, är en tysk skulptör.
Berthold Hörbelt utgör tillsammans med Wolfgang Winter konstnärsduon Winter/Hoerbelt, som verkat i ett skulptörsamarbete sedan 1992. Han utbildade sig först på yrkesskola till bildhuggare och därefter på Kunsthochschule Kassel 1984-1989 och på Staatlichen Hochschule für Bildende Künste (Städelschule) i Frankfurt am Main 1986-1989 .
Han var lärare i skulptur på Fachhochschule Münster 1993-1998. Hörbelt är representerad vid bland annat Nordiska Akvarellmuseet.